# Svend Andersen (teolog)
 Der er flere personer med dette navn, se Svend Andersen.
Svend Andersen (født 8. marts 1948 i Aventoft i Sydslesvig) er en dansk-sydslesvigsk teolog. Svend Andersen har siden 1989 været professor i etik og religionsfilosofi på Århus Universitet. 
Andersen har udgivet en lang række bøger og oversættelser og er en ivrig debattør inden for det etiske område. Han var medlem af Etisk Råd 1988-1993, de tre sidste år som næstformand. I 2007 var han aktuel med nye oversættelser af Luthers tekster. Svend Andersen er desuden aktiv i Løgstrup arkivet.

## Baggrund
Svend Andersen voksede op i landsbyen Aventoft som medlem af det danske mindretal i Sydslesvig, og her havde han de første otte år af sin skolegang. 

## Uddannelse
Svend Andersen tog matematisk-naturvidenskabelig studentereksamen på Tønder Statsskole i 1966. Samme år startede han på teologistudiet ved Aarhus Universitet, hvor han især blev inspireret af K.E. Løgstrup. Han blev cand.theol. i 1974 og startede samme år et studieophold ved Universitetet i Heidelberg for at forberede sin doktorafhandling om Immanuel Kant. I 1976 vendte han tilbage til Det Teologiske Fakultet ved Aarhus Universitet. I 1980 blev han Dr. theol. ved Universitetet i Heidelberg. I 1984 blev han ansat som lektor i etik og religionsfilosofi ved Aarhus Universitet. I 1982 var han på forskningsophold ved University of Oxford for at forberede sin danske doktorafhandling. Denne forsvarede han i 1989 under titlen og blev dermed dr.theol. på afhandlingen "Sprog og skabelse. Fænomenologisk sprogopfattelse i lyset af analytisk filosofi, med særligt henblik på det religiøse sprog". 

## Akademisk virke
Svend Andersen har forsket og undervist i etik og religionsfilosofi siden 1974, fortrinsvis ved Aarhus Universitet. Til hans forskningsområder hører I. Kants filosofi, Hans L. Martensens teologi og etik, fænomenologi (H. Lipps), sprogfilosofi, filosofisk og teologisk etik, Martin Luthers etik samt K.E. Løgstrups tænkning.

## Medlemskaber
Svend Andersen har i mange år været medlem af Societas Ethica, European Society for Research in Ethics, som han var præsident for 2000-2003. Han var medlem af Det Etiske Råd 1988-93, de sidste to år som næstformand.
Siden 2014 har han været formand for Selskab for Kirkeret.

## Forfatterskab
- Ideal und Singularität. Über die Funktion des Gottesbegriffes in Kants theoretischer Philosophie. Kantstudien Ergänzungsheft 116. Berlin, New York: Walter de Gruyter 1983.
- Macht aus Liebe. Zur Rekonstruktion einer lutherischen politischen Ethik. Berlin, New York: de Gruyter 2010.
- Af og til intet. Ledsager til K.E. Løgstrup: Skabelse og tilintetgørelse. Aarhus: Forlaget KLIM 2015.
- Gud. Tænkepauser Aarhus Universitetsforlag 2015.

## Udmærkelser
Svend Andersen blev d. 11.9. 2015 udnævnt til Ridder af Dannebrog efter indstilling fra Aarhus Universitet.